# 1080p
1080p або Full HD (повна висока чіткість) — назва роздільної здатності відео 1920×1080. Така роздільна здатність не зафіксована в стандартах, це лише маркетингова назва. Вперше назву Full HD запропоновано компанією Sony у 2007 році.
Застосовується в трансляціях телебачення високої роздільної здатності (HDTV), у фільмах, записаних на дисках Blu-Ray і HD-DVD.

Оригінальний логотип Sony

Після появи моніторів високої роздільної здатності виник попит на відео у роздільній здатності, більшій ніж стандартна телевізійна (для NTSC - 525 рядків, для PAL, SECAM - 625 рядків, тощо). На багатьох відео в мережі інтернет з'явилися позначки HD (висока роздільна здатність) або HQ (висока якість), хоча насправді це відео було не набагато кращим за стандартне (без такої позначки). Запровадження позначення «Full HD» мало на меті виокремити справді високу роздільну здатність, яку було визначено як 1920×1080. Для перегляду такої роздільної здатності монітор/телевізор має підключатись до пристрою передачі (ПК чи телевізійного декодера) за допомогою сучасних (переважно цифрових) інтерфейсів: HDMI, DVI, DisplayPort (зокрема Thunderbolt), WIDI, AIR Play тощо. У разі підключення через аналогові інтерфейси (S-Video, RCA, DSub або подібні) якість зображення буде обмежена інтерфейсом, через який сигнал передається.
Виробники телевізорів запровадили також позначку «HD READY», яка означає, що пристрій може приймати сигнал із роздільною здатністю 1080 ліній, хоча відтворює його з меншою роздільною здатністю (частіше за все — 720p). Якщо підключати ПК, ноутбук чи інший пристрій до монітора за допомогою старих кабелів VGA, RCA тощо,  різниця з «повноцінним» HD майже непомітна[джерело?]
Існує анаморфний варіант Full HD з неквадратними пікселями та роздільною здатністю 1440×1080,
оскільки майже в усіх форматах ефірного телебачення співвідношення сторін зображення становить 4:3, а у Full HD — 16:9.

## Full HD+
Full HD+ має роздільну здатність від 2040x1080 до 2500x1080 або навіть 2520x1080: 2040x1080 (Sharp FS8010 Aquos S2), 2160x1080 (AGM A9, Meizu Note 8, Lenovo K5, Asus ZenFone Max Plus, Doogee S80), 2244x1080 (Meizu Note 9, Huawei P20), 2280×1080 (наприклад, модель Samsung Galaxy S10e, Samsung Galaxy Note 10, Nokia 7.2 DS, ZTE BLADE), 2312x1080 (Huawei P30 Lite), 2340x1080 (Xiaomi Mi 9, Samsung Galaxy A40, Huawei P30, Honor 8X, Oppo K3), 2400x1080 (Samsung Galaxy A70 2019, OnePlus 7T), 2520x1080 (Motorola One Vision, Sony Xperia 10).
1920×1280 (у Microsoft Surface 3), 2246x1080 (Ulefone Armor 6), 2248×1080 (Blackview BV9600 Pro) та інші варіанти роздільної здатності — 1856×1392 та 1800×1440 використовуються рідше.